# Cha Jong-hyok
Cha Jong-hyok (ur. 25 września 1985 w Pjongjang) – północnokoreański piłkarz występujący na pozycji obrońcy. Karierę zakończył w 2015 roku.

## Kariera
Cha Jong-hyok od początku swojej kariery związany był z koreańskim klubem Amrokgang SC. W 2005 roku zadebiutował w reprezentacji Korei Północnej. Został powołany do kadry na Mistrzostwa świata 2010, gdzie wystąpił w trzech meczach. W latach 2010–2015 grał w szwajcarskim FC Wil 1900.